# Macrometrula
Macrometrula är ett släkte av svampar. Macrometrula ingår i familjen Psathyrellaceae, ordningen Agaricales, klassen Agaricomycetes, divisionen basidiesvampar och riket svampar.
|              | Psathyrella                              |
|              |                                          |
|              | Drosophila                               |
|              |                                          |
|              | Coprinopsis                              |
|              |                                          |
|              | Coprinellus                              |
|              |                                          |
|              | Parasola                                 |
|              |                                          |
|              | Ozonium                                  |
|              |                                          |
|              | Lacrymaria                               |
|              |                                          |
|              | Hormographiella                          |
|              |                                          |
|              | Cystoagaricus                            |
|              |                                          |
| Macrometrula | \| \| Macrometrula rubriceps \| \| \| \| |
|              | \| \| Macrometrula rubriceps \| \| \| \| |
|              | Mythicomyces                             |
|              |                                          |
|              | Gasteroagaricoides                       |
|              |                                          |
|              | Macrometrula rubriceps                   |
|              |                                          |

|  | Macrometrula rubriceps |
|  |                        |